# Thomson (Minnesota)
Thomson é uma cidade localizada no estado americano de Minnesota, no Condado de Carlton.

## Demografia
Segundo o censo americano de 2000, a sua população era de 153 habitantes.
Em 2006, foi estimada uma população de 161, um aumento de 8 (5.2%).

## Geografia
De acordo com o United States Census Bureau tem uma área de
5,8 km², dos quais 4,9 km² cobertos por terra e 0,9 km² cobertos por água.

## Localidades na vizinhança
O diagrama seguinte representa as localidades num raio de 16 km ao redor de Thomson.